# Jean-Marc Lainé
Pour les articles homonymes, voir Lainé.
 (octobre 2018).
 (octobre 2018).
Jean-Marc Lainé, né le 9 juin 1970 à Saint-Lô (Manche), est un auteur de bande dessinée et essayiste français. Il est également traducteur, créateur de jeux, responsable éditorial, conférencier et enseignant. 
Il a travaillé pour Semic et Bamboo, et a publié chez Bamboo, Clair de Lune, Vents d'Ouest, Soleil, Eyrolles, Les Moutons électriques et Flammarion.

## Biographie
Né en 1970 à Saint-Lô dans la Manche, Jean-Marc Lainé se consacre dès 1988 à la fiction populaire, à la science-fiction, au polar et à la bande dessinée, en participant notamment à de nombreux fanzines (Scarce, Heroes…) où il rédige des articles fréquents. Il suit des études de lettres modernes et rédige un mémoire de maîtrise consacré à la bande dessinée, intitulé Andréas, Moore, Peeters et Schuiten : Comparaison entre la BD francophone et la BD anglophone sous la direction de Robert Jouanny à l’université de Paris IV-Sorbonne, en septembre 1992. En 1998, il réalise des illustrations pour la publicité et participe à son premier projet d'album, pour les éditions Soleil, aux côtés du scénariste Dominique Latil. Si le projet ne voit pas le jour, Jean-Marc Lainé réalise néanmoins des illustrations de couvertures pour les pockets des éditions Semic (Rodéo, Spécial Rodéo, Kiwi, Spécial Zembla), qui seront publiées en 1999.
La même année, il devient responsable éditorial chez Semic où il met à profit sa connaissance de la bande dessinée américaine et italienne, et s'occupe des versions françaises de comic books américains tels que Superman, Batman, Buffy contre les vampires et de nombreux autres. Il participe à la création de la collection « Semic Books », ainsi qu'à l'aventure du Semicverse, la création d'un univers de fiction nouveau au sein des publications de l'éditeur. Chez Bamboo, il dirige la collection « Angle Comics » pendant deux ans, publiant plus d'une quarantaine d'albums dédiés à la bande dessinée américaine et britannique. En 2011 puis 2012, il renoue également avec une activité de traducteur, travaillant sur les versions françaises d'ouvrages consacrés à James Bond (Eclipse) ou Batman (Huginn & Muninn), ainsi que sur des comic books américains pour Delcourt, Bamboo ou Dargaud / Urban Comics.
Scénariste de séries pour les petits formats Semic (Dolores, Wa-Tan-Peh ou Ozark), Jean-Marc Lainé a signé La Capitale des ruines, une histoire de guerre dans le premier numéro de la nouvelle formule de Pif Gadget, et la série Le Cavalier Maure, dessinée par Patrick Dumas pour le même magazine. Il a coécrit avec Jérôme Wicky la série Mickey à travers les mondes, publiée dans Le Journal de Mickey. Jean-Marc Lainé a également travaillé sur de nombreux albums de bande dessinée. Il a rédigé la trilogie de science-fiction Omnopolis (Bamboo, 2006-2009), dessinée par GeyseR, et s’est frotté à l’humour avec le troisième tome des Policiers dessiné par Deberg (Clair de Lune, 2009). Il est le scénariste du deuxième tome de la série 42 Agents intergalactiques, dessiné par Louis (Soleil, 2010), et du diptyque Grands Anciens, dessiné par Bojan Vukić, qui marque la rencontre entre les univers de Herman Melville et de H. P. Lovecraft chez Soleil (2010-2011).
Conférencier, il a également enseigné la narration et l’histoire de la bande dessinée à l’EESA. Enseignant et pédagogue, il a rédigé les sept volumes des Manuels de la BD (2007-2010), ainsi que Créez vos super-héros (2008), Cahier d'exercices BD (2009) et La Méthode Largo Winch (2010), chez Eyrolles. Enfin, chez Les Moutons électriques, Jean-Marc Lainé a rédigé Frank Miller : Urbaine tragédie, Super-héros! : la puissance des masques et Stan Lee : Homère du XXe siècle, dans la collection « Bibliothèque des miroirs ». Chez le même éditeur, il publie Le Dico des Super-Héros, en collaboration avec Jean-Marc Lofficier, en novembre 2013. Il s'intéresse aux rapports entre la bande dessinée et la société dans Comics & contre-culture, paru aux Éditions Confidentiel en 2014.
Passionné d'imaginaire, il s'intéresse à l'histoire des formes et des genres. Avec Sébastien Carletti, il publie en septembre 2011 Nos années Strange : 1970-1996 (chez Flammarion), un ouvrage évoquant l'imaginaire super-héros des enfants des années 1970/1980. Dans la même perspective, il co-signe en 2015 Nos années Temps X avec Jérôme Wybon, ouvrage consacrée à la célèbre émission télévisée et à l'évolution de la science-fiction dans la télévision française des années 1980.

## Œuvres

### Manuels pédagogiques
Ouvrages explorant les différents métiers liés à la bande dessinée, à l'aide d'exemples, de témoignages d'auteurs et parfois d'exercices pratiques.
- Les Manuels de la BD (illustrations de Sylvain Delzant), Eyrolles
  1. Création d’un univers de fiction (2007)
  2. Écriture du scénario (2007)
  3. Réalisation du storyboard (2007)
  4. Dessin des planches (2008)
  5. Encrage (2008)
  6. Colorisation des planches (2009)
  7. Lettrage des bulles (2010)
- Créez vos super-héros (illustrations de Jean-Jacques Dzialowski et Chris Malgrain), Eyrolles, 2008
- Cahiers d'exercices BD (illustrations de Sylvain Delzant), Eyrolles, 2009
- La Méthode Largo Winch, Eyrolles, 2010

### Essais
Monographies diverses consacrées à des auteurs américains de bandes dessinées, à des genres (le super-héros) ou à des supports (le mensuel Strange ou l'émission télévisée Temps X).
- Frank Miller : urbaine tragédie, Lyon, Les Moutons électriques, coll. « Bibliothèque des miroirs », 2011, 210 p. (ISBN 978-2-36183-049-6, présentation en ligne). Édition revue, corrigée et augmentée : Frank Miller : une biographie, Paris, Fantask, 2018, 348 p. (ISBN 978-2-37494-013-7, présentation en ligne).
- Super-héros ! La puissance des masques, Les Moutons électriques, coll. Bibliothèque des miroirs, 2011.
- Nos Années Strange (coauteur : Sébastien Carletti), Flammarion, 2011.
- Stan Lee : Homère du XXe siècle, Les Moutons électriques, coll. Bibliothèque des miroirs, 2013[1],[2].
- Le Dico des Super-Héros (coauteur : Jean-Marc Lofficier), Les Moutons électriques, coll. Bibliothèque des miroirs, 2013.
- Comics & contre-culture, Les Éditions Confidentiel, 2014.
- Nos Années Temps X (coauteur : Jérôme Wybon), Huginn & Muninn, 2015.

### Bandes dessinées (albums)
- Omnopolis (dessin de GeyseR), Bamboo coll. « Angle Fantasy »
  1. Cercles concentriques (2006)[3]
  2. Bibliothèque infinie (2007)[4]
  3. Vieille Cicatrice (2009)
- Les Policiers (dessin de Claude Deberg), Clair de Lune
  1.  Amende fumée (2009)
- 42 Agents intergalactiques (dessin de Louis), Soleil
  1.  Ari (2010)[5]
- Grands Anciens (dessin de Bojan Vukić), Soleil coll. « 1800 »
  1. La Baleine blanche (2010)[6]
  2. Le Dieu-poulpe (2011)[7]
- Fredric, William et l'Amazone, avec Thierry Olivier, Glénat / Comix Buro, janvier 2020[8],[9],[10]

### Nouvelles
- Les Autres, in Dimension Super-Héros, Rivière Blanche, novembre 2011
- Anthologie Dimension supers pouvoirs (Textes réunis par Jean-Marc Lainé), Rivière Blanche février 2013[11].
- Un jour, peut-être, in Dimension Super-Pouvoirs, Rivière Blanche, février 2013[11]
- La Terre gaste, in Dimension Super-Héros 2, Rivière Blanche, mars 2013

### Jeux vidéo
- Le Cirque des Tigres (en) (création de personnages, dialogues des cut-scenes), Magic Pockets, 2008
- Léa Passion : Maîtresse d'école (création de personnages, dialogues des cut-scenes), Magic Pockets, 2008
- Ocean Patrol: Marine Rescue (lld) (dialogues des cut-scenes), Magic Pockets, 2008
- L'Île aux dauphins : Aventures sous-marines (en) (création de personnages, dialogues des cut-scenes), Magic Pockets, 2009
- Léa Passion : Maîtresse d'école - Classe verte (création de personnages, dialogues des cut-scenes), Magic Pockets, 2009
- Léa Passion : Vétérinaire - Safari (création de personnages, dialogues des cut-scenes), Magic Pockets, 2009
- Mini Ninjas (rewriting et dialogues des cut-scenes), Magic Pockets, 2009

### Traductions
- Comic books, Bédés
  1. Aliens : Alchemy (scénario de John Arcudi, dessins de Richard Corben), Éditions Toth, 2001
  2. Batman, L'Alliance des héros t.1 : Aventures sans limite (collectif), Urban Comics, 2012
  3. Batman, L'Alliance des héros t.2 : Le Sourire du Joker (collectif), Urban Comics, 2012
  4. Batman, L'Alliance des héros t.3 : Le Chevalier d'émeraude (collectif), Urban Comics, 2012
  5. Batman, L'Alliance des héros t.4 : Dynamiques duos ! (collectif), Urban Comics, 2012
  6. Bigfoot (scénario de Steve Niles, dessins de Richard Corben), Éditions Toth, 2006
  7. Corben : Solo (dessins de Richard Corben), Éditions Toth, 2005
  8. DC Comics Anthologie (collectif), Urban Comics, 2012
  9. Hellblazer - John Constantine t.1 : Hard Time (scénario de Brian Azzarello, dessins de Richard Corben), Éditions Toth, 2002
  10. Hellblazer - John Constantine t.2 : Good Intentions (scénario de Brian Azzarello, dessins de Marcello Frusin), Éditions Toth, 2004
  11. Hellblazer - John Constantine t.3 : Freezes Over (scénario de Brian Azzarello, dessins de Marcello Frusin), Éditions Toth, 2005
  12. JLA : Tour de Babel (scénario de Mark Waid, dessins de Howard Porter), Urban Comics, 2012
  13. Kingdom Come (scénario de Mark Waid, dessins d'Alex Ross), Urban Comics, 2012
  14. MAD présente Don Martin (scénario et dessins de Don Martin), Urban Comics, 2013
  15. MAD présente Batman (collectif), Urban Comics, 2012
  16. MAD présente Sergio Aragonés (scénario et dessins de Sergio Aragonés), Urban Comics, 2012
  17. MAD présente Superman (collectif), Urban Comics, 2013
  18. La Maison au bord du monde (scénario et dessins de Richard Corben d'après William Hope Hodgson), Éditions Toth, 2003
  19. Le Maître Voleur t.1 (scénario de Robert Kirkman et Nick Spencer, dessins de Sean Martinbrough), Delcourt, 2012
  20. Male Call : l'intégrale 1942-1946 (scénario et dessins de Milton Caniff), Éditions Toth, 2004
  21. La Mort de Superman t.1 (collectif), cotraduction avec Edmond Tourriol, Urban Comics, 2012
  22. La Mort de Superman t.2 (collectif), Urban Comics, 2013
  23. Les Origines de Green Arrow (scénario de France Herron, dessins de Jack Kirby), in Jack Kirby Anthologie, Urban Comics, 2012
  24. Storm t.17-18 (scénario de Martin Lodewijk, dessins de Don Lawrence), Éditions Toth, 2008
  25. Storm t.19-20 (scénario de Martin Lodewijk, dessins de Don Lawrence), Éditions Toth, 2009
  26. Storm t.21-22 (scénario de Martin Lodewijk, dessins de Don Lawrence), Éditions Toth, 2010
  27. Superman Anthologie (collectif), Urban Comics, 2013
  28. Superman contre Spider-Man (scénario de Gerry Conway, dessins de Ross Andru), Superman Hors Série n°5, Semic, 2001
  29. Terreur sainte (scénario et dessins de Frank Miller), Delcourt, 2012
  30. Tigres & Nounours t.1-4 (scénario de Mike Bullock, dessins de Jack Lawrence), Bamboo, 2006-2008
  31. David Crook souvenir d'une révolution de Julien Voloj et Henrik  Rehr, Urban China, 2018[12]
- Essais, guides et commentaires
  1. Arrow, l'encyclopédie des personnages (collectif), Huggin et Munnin, 2015
  2. Avengers, encyclopédie illustrée (collectif), Huggin et Munnin, 2016
  3. Avengers, les chroniques (de Peter David), Huggin et Munnin, 2015
  4. Batman, l'encyclopédie (de Daniel Wallace, cotraduction avec Jérôme Wicky), Huggin et Munnin, 2012
  5. Batman, l'encyclopédie des personnages (de Matthew K. Manning, cotraduction avec Philippe Touboul et Philippe Tullier), Huggin et Munnin, 2012
  6. Bond : Ennemis (d'Alastair Dougall), Eclipse, 2011
  7. Bond : Girls (d'Alastair Dougall), Eclipse, 2011
  8. Captain America, l'encyclopédie illustrée (d'Alan Cowsill et Daniel Wallace), Huggin et Munnin, 2016
  9. Cover Girls : les héroïnes de DC Comics (de Louise Simonson), Urban Books, 2015
  10. Doctor Strange, l'encyclopédie illustrée (de Billy Wrecks, Nick Jones et Danny Graydon), Huggin et Munnin, 2016
  11. Fantastic Four, l'encyclopédie (de Tom DeFalco, cotraduction avec Nicolas Meylaender et Jérôme Wicky), Semic, 2005
  12. Jack Kirby, King of Comics (de Mark Evanier), Urban Books, 2015
  13. Roy Grinnell, peintre des as, Bamboo, 2012
  14. Superman Cover to Cover (collectif), Urban Comics, 2013
  15. Superman, l'encyclopédie (de Daniel Wallace, cotraduction avec Nicolas Meylaender), Huggin et Munnin, 2013
  16. Terminator, Anatomie d'un mythe (d'Ian Nathan), Huggin et Munnin, 2013
  17. Tout l'art de Wonder Woman (de Robert Greenberger), Urban Books, 2017
  18. Wonder Woman, l'encyclopédie illustrée (de Landry Q. Walker), Huggin et Munnin, 2017

### Prix
- Prix Liévin 2007 du Meilleur Album Science-Fiction : Omnopolis t.2
- Prix Jeunesse 7-8 ans, Angoulême 2007 : Tigres & Nounours (traduction)
- Grand prix de l'Imaginaire 2012, catégorie Essai : Nos Années Strange avec Sébastien Carletti[13] et catégorie Super-héros : La puissance des masques[14]